# Hydaticus laceratus
Hydaticus laceratus är en skalbaggsart som beskrevs av Régimbart 1895. Hydaticus laceratus ingår i släktet Hydaticus och familjen dykare. Inga underarter finns listade i Catalogue of Life.